# Duck Ponds (Australia Meridionale)
Duck Ponds è una località dell'Australia Meridionale, sita nel sud della penisola di Eyre.
I confini della località vennero stabiliti con chiarezza il 16 ottobre 2003 basandosi su quelli tradizionali utilizzati da tempo.

L'insediamento si colloca circa 6 km a ovest del centro regionale di Port Lincoln, dal quale è separato dalla Western Approach Road (strada per veicoli pesanti percorsa principalmente dai camion carichi di granaglie e bestiame provenienti dall'interno della penisola), mentre a nord-est la Flinders Highway separa Duck Ponds dalla località di Boston: il confine meridionale è rappresentato dalla linea ferroviaria ormai in disuso, della quale sono presenti due stazioni, Grantham (nata nel 1942 col nome di Five Mile Siding) e Duck Ponds (costruita nel 1911).

Il 22 dicembre del 2011 una porzione meridionale della località è stata accorpata alla confinante Tulka.
Gran parte di Duck Ponds consiste di appezzamenti di terra più o meno estesi utilizzati per la coltivazione (principalmente grano e canola) o l'allevamento di bestiame: grande attenzione è posta sull'utilizzo dell'acqua della falda acquifera locale.

L'angolo sud-orientale della località è sede del Kathai Conservation Park, area protetta di 81 ettari istituita il 7 novembre 1985 a tutelare il monumento naturale costituito dalla collina di Northside Hill ("Kathai" in lingua aborigena) e l'area umida circostante, dove è possibile osservare l'endemismo locale Eucalyptus albopurpurea.

A dispetto del nome, la prigione di Port Lincoln (ultimata nel 1966 e della capacità di circa 90 detenuti) è in realtà situata nel territorio di Duck Ponds, di cui occupa l'angolo nord-orientale.